# Мваи Кибаки
Емилио Стенли Мваи Кибаки (енгл. Emilio Stanley Mwai Kibaki; Гатујаини, 15. новембар 1931 — Најроби, 21. април 2022) био је кенијски политичар који је обављао функцију председника Кеније од 2002. до 2013. године. Претходно је у трајању од десет година био потпредседник Кеније у кабинету Данијела арап Моија. Такође је обављао неколико министарских позиција.
Као председник, Кибаки је обећао да ће елиминисати корупцију у влади која је уништила економију земље и резултирала повлачењем стране помоћи.